# A View from the Top of the World
A View from the Top of the World je patnácté studiové album americké progresivní metalové skupiny Dream Theater. Vydáno bylo v říjnu 2021 přes vydavatelství Inside Out Music produkované Johnem Petruccim. Je to také poslední album skupiny, na kterém hrál bubeník Mike Mangini, který v říjnu 2023 opustil skupinu po návratu původního bubeníka Mikea Portnoye. Od jejich desátého alba Black Clouds & Silver Linings (2009), která obsahuje méně než devět skladeb, a první od alba Dream Theater (2013), která obsahuje skladbu o délce nejméně deseti minut a končí nejdelší skladbou.
Je to první album, které bylo nahráno v jejich vlastním studiu DTHQ (Dream Theatre Headquarters).
První singl 'The Alien' vyhrál v roce 2022 cenu Grammy za nejlepší metalový výkon, čímž kapela získala první cenu Grammy poté, co byla nominována potřetí.

## Seznam skladeb
Všechny skladby složil Dream Theater.
| Pořadí         | Název | Text           | Délka |
| -------------- | --- | -------------- | ----- |
| 1.             | The Alien | James LaBrie   | 9:32  |
| 2.             | Answering the Call                                                                                                | LaBrie         | 7:35  |
| 3.             | Invisible Monster                                                                                                 | John Petrucci  | 6:31  |
| 4.             | Sleeping Giant | Petrucci       | 10:05 |
| 5.             | Transcending Time                                                                                                 | Petrucci       | 6:25  |
| 6.             | Awaken the Master                                                                                                 | John Myung     | 9:47  |
| 7.             | A View from the Top of the World - "I. The Crowning Glory" - "II. Rapture of The Deep" - "III. The Driving Force" | Petrucci       | 20:24 |
| Celková délka: | Celková délka: | Celková délka: | 70:19 |

## Obsazení
- James LaBrie – zpěv
- John Petrucci – kytary
- John Myung – baskytara
- Jordan Rudess – klávesy, syntezátory
- Mike Mangini – bicí, perkuse

#### Produkce
- John Petrucci – producent
- Andy Sneap – zvukový inženýr